# Ardenner (kip)

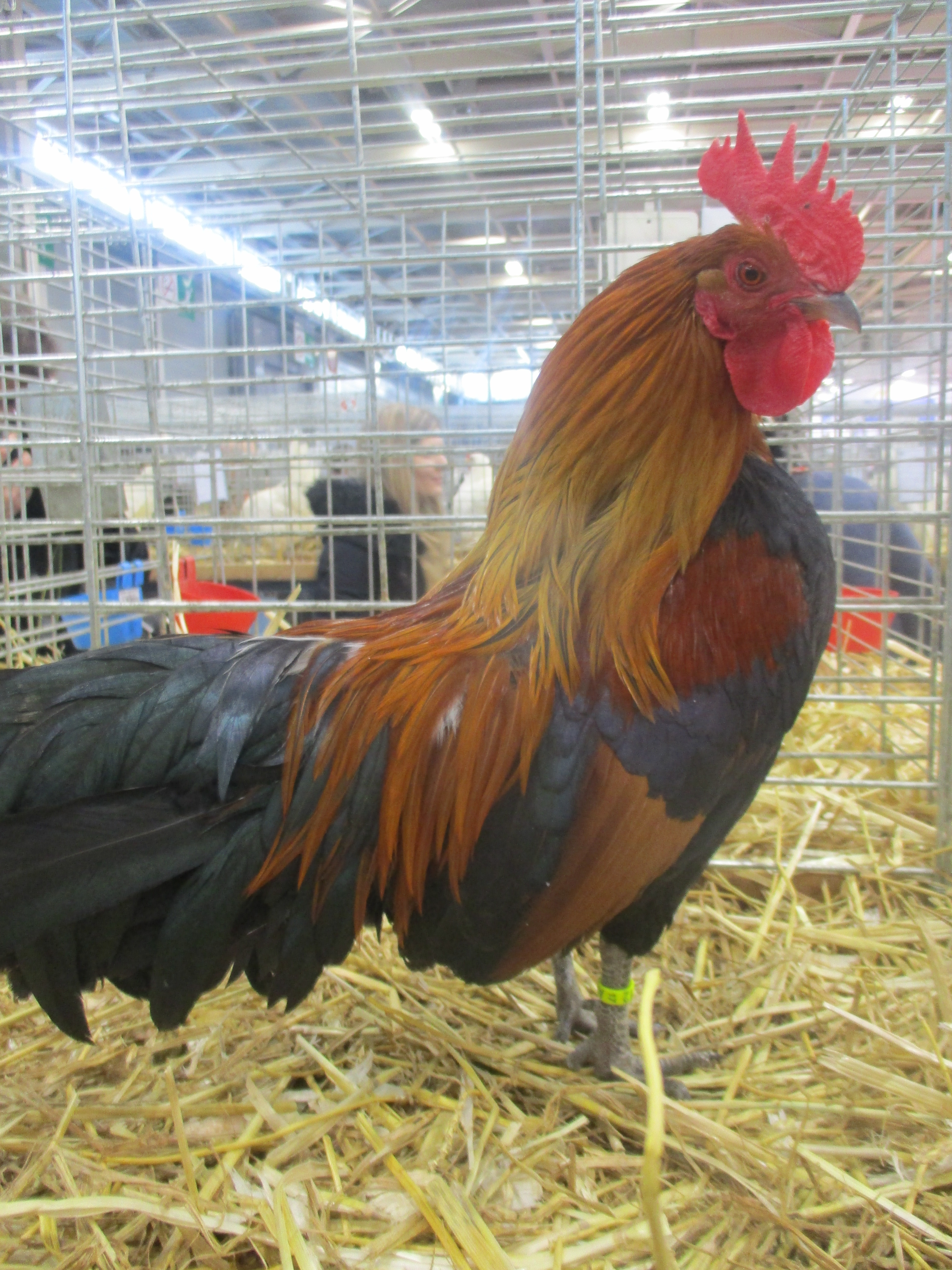
Haan

De ardenner is het oudste kippenras van België. Oorspronkelijk kwam het ras voor in de Belgische Ardennen en het aangrenzende deel van Frankrijk. De Ardenner was tot de Eerste Wereldoorlog in gebruik als legras, daarna verloor het aan populariteit, tegenwoordig wordt het nog door een aantal liefhebbers gehouden.

## Beschrijving
Van de ardenner bestaat een variant met en zonder staart. Ardenners zijn bijzonder actieve kippen die goed kunnen vliegen. Het zijn redelijk goede leggers met een eiercapaciteit van maximaal 170 eieren per jaar.
De Ardenner behoort tot de landhoenrassen en heeft dienovereenkomstig een slanke bouw. De kop is voorzien van een enkele kam en heeft donkerrode kin- en oorlellen. De ogen zijn donkerbruin met zwarte randen. De vleugels worden aangesloten aan het lichaam gedragen en de poten zijn donkergrijs van kleur. Naast de variant met staart bestaat er ook een bolstaartvariant, deze variant wordt ook wel Wallikiki genoemd. De Ardenner bestaat in de kleuren patrijs, zilverpatrijs, wit, zwart, goudhalzig zwart en goud- en zilverzalmkleurig. Zowel van de gewone variant als van de bolstaart bestaat ook een kriel.